# سوانز (گروه موسیقی)
سوانز (به انگلیسی: Swans) یک گروه راک تجربی آمریکایی است که در سال ۱۹۸۲ توسط مایکل گیرا خواننده، ترانه‌سرا و نوازنده چند ساز تشکیل شد. یکی از معدود آثاری که از صحنهٔ نو ویو مبتنی بر نیویورک بیرون آمد و تا دههٔ آینده دست نخورده باقی ماند، سوانز به خاطر صدایی که همیشه در حال تغییر است، شناخته شده است و ژانرهایی مانند نویز راک، پست پانک، اینداستریال و پست راک را بررسی می‌کند. در ابتدا، موسیقی آنها به خاطر وحشیگری صوتی و اشعار مردم‌ستیزی معروف بود. پس از اضافه شدن خواننده، ترانه‌سرا و نوازندهٔ کیبورد جاربو در سال ۱۹۸۶، سوانز شروع به ترکیب ملودی و پیچیدگی در موسیقی خود کرد. جاربو تنها عضو ثابت گروه به جز گیرا و نوازندهٔ گیتار نیمه ثابت، نورمن وستبرگ تا زمان انحلال آنها در سال ۱۹۹۷ باقی ماند.

## سبک موسیقی و میراث

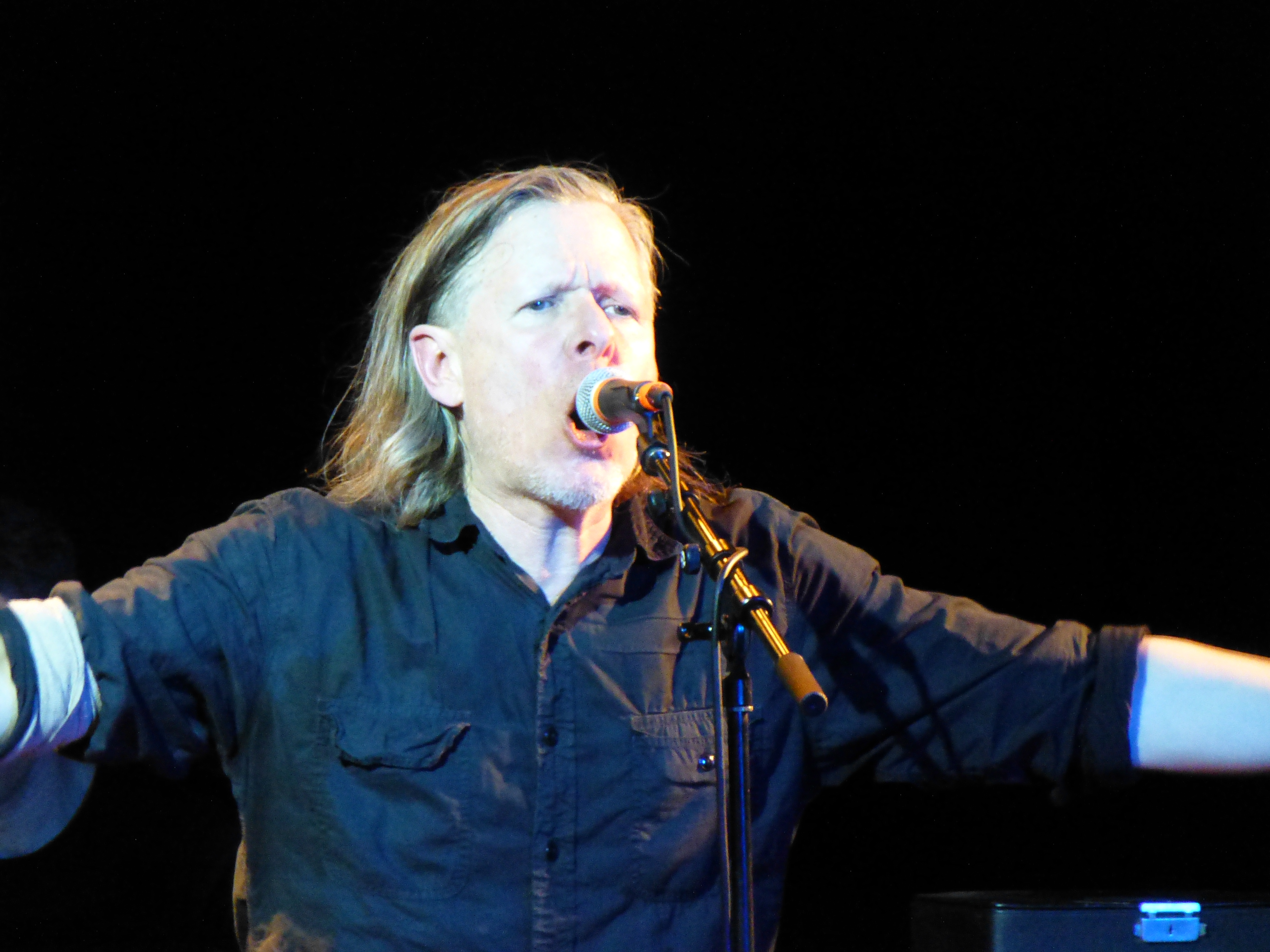
مایکل گیرا در حال اجرا با گروه سوانز در دانشگاه لیدز، آوریل ۲۰۱۳

موسیقی سوانز در طول دهه‌ها بسیار دگرگون شده است، اما معمولاً تاریک است و «آخرالزمانی»، اغلب بر موضوعات قدرت، مذهب، جنسی و مرگ تمرکز می‌کند، و عموماً با راک تجربی مرتبط بوده است. به گفتهٔ مجلهٔ اسپین، گروه توانایی بی‌نظیری در ترجمهٔ خشونت پوچ شرایط انسانی به موسیقی دارد که به همان اندازه شدید و مست کننده است.
کارهای اولیهٔ آنها، که ریشه در جنبش نو ویو مبتنی بر شهر نیویورک دارد که در زمان شکل‌گیری آنها در سال ۱۹۸۲ در حال محو شدن بود، بسیار تهاجمی است، که توسط مایکل گیرا به عنوان «از بین بردن عناصر اساسی آنچه ما موسیقی راک بودن در نظر می‌گیریم توصیف می‌شود.» روزنامهٔ بریتانیایی گاردین آن را به‌عنوان «یک ضربان ریتمیک بی‌نظیر توصیف کرد که بر روی پست پانک، اینداستریال، دوم متال،
موسیقی آوانگارد نیویورکی و بلوز می‌نشست؛ صدایی که با دغدغه‌های غنایی اغلب هیچ‌انگاری، تولدستیزی و
اگزیستانسیالیسم مایکل گیرا مطابقت داشت … به شیوه‌ای استنتوری و مسیحایی.» این کمکی به موسیقی اینداستریال و نویز راک بود و بر ظهور گرایندکور (الهام‌بخش استفاده از «گرایند» در زمینهٔ موسیقی) و اسلاج متال تأثیر گذاشت. بعداً در دههٔ ۱۹۸۰، موسیقی سوانز شروع به ترکیب عناصر ملودیک و پیچیده‌تر کرد، به‌ویژه پس از اولین حضور جاربو به عنوان ترانه‌سرا در آلبوم فرزندان خدا در سال ۱۹۸۷. در حالی که به‌طور کلی ناهماهنگی زیادی داشت، کارهای بعدی گروه به ژانرهایی مانند پست پانک، گوتیک راک، نئوفولک، سایکدلیک راک و آرت راک ادامه یافت. آخرین آلبوم آنها قبل از فروپاشی، موسیقی متن برای نابینا در سال ۱۹۹۶، یک آلبوم دوگانه است که بر اتمسفر تأکید دارد و به پست راک، موسیقی درون و دارک امبینت تقسیم می‌شود. از زمان شکل‌گیری مجدد در سال ۲۰۱۰، آنها همچنان با پست راک و موسیقی درون و همچنین نویز راک همراه بوده‌اند. آلبوم‌های دوگانهٔ سال‌های اخیر، که تحسین گسترده منتقدان را برای آنها به همراه داشته است، اغلب دارای آهنگ‌های بلندی هستند که صداهای پیچیده را ایجاد می‌کنند.
سوانز به عنوان تأثیر گرفته شده توسط نوازندگان گروه‌های مختلف راک و اکستریم متال از جمله اعضای نیپالم دث، Treponem, گادفلش، نوروسیس، ملوینز، My Diing Bride, نیروانا، Weakling, تول، Leviathan, آیسیس، Natural Snow Buildings, فول آو هل، Khanate و Liturgy و Vision Eternel و Car Seat Headrest و Sprain یاد شده است.

## اعضا

### اعضای کنونی
- مایکل گیرا - خوانندهٔ اصلی، گیتار، بیس، حلقه‌های نواری، کیبورد (۱۹۹۷–۱۹۸۱، ۲۰۱۰–اکنون)
- کریستوف هان – گیتار، گیتار لپ استیل، همخوان (۱۹۹۲–۱۹۸۸، ۲۰۱۷–۲۰۱۰، ۲۰۱۹–اکنون)
- لری مولینز – درام، ملوترون، سازهای کوبه‌ای، ویبرافون، همخوان (۱۹۹۶–۱۹۹۵، ۲۰۱۹–اکنون)
- فیل پولئو – درام، سازهای کوبه‌ای، سنتور، همخوان (۱۹۹۷، ۲۰۱۷–۲۰۱۰، ۲۰۱۹–اکنون)
- کریستوفر پراویدیکا – گیتار بیس، همخوان، تایشوگوتو (۲۰۱۷–۲۰۱۰، ۲۰۱۹–اکنون)
- دانا شچتر – گیتار بیس، گیتار لپ استیل، کیبورد (۲۰۱۹–اکنون)

### اعضای پیشین
- جاناتان کین – درام (۱۹۸۳–۱۹۸۱)
- باب پزولا – گیتار (۱۹۸۳–۱۹۸۱)
- سو هانل – گیتار (۱۹۸۲)
- ترستن مور – گیتار بیس (۱۹۸۲)
- دن براون – گیتار بیس (۱۹۸۲)
- جان تسلر – گیتار بیس، سازهای کوبه‌ای، حلقه‌های نواری (۱۹۸۲)
- موجو – سازهای‌کوبه‌ای، حلقه‌های نواری (۱۹۸۲)
- رولی موسیمان – درام (۱۹۸۴–۱۹۸۲؛ درگذشت ۲۰۲۴)
- نورمن وستبرگ – گیتار، خواننده (۱۹۹۰–۱۹۸۳، ۱۹۹۵–۱۹۹۳، ۲۰۱۷–۲۰۱۰، ۲۰۱۹)
- هری کراسبی - گیتار بیس (۱۹۸۶–۱۹۸۳؛ درگذشت ۲۰۱۳)
- جان هود – درام (۱۹۸۴)
- ایوان ناهم – درام (۱۹۸۵–۱۹۸۴)
- جاربو – کیبورد، خواننده، پیانو (۱۹۹۷–۱۹۸۵، ۲۰۱۲، یک بار نمایش در سال ۲۰۱۶)
- رونالدو گونزالس – درام (۱۹۸۷–۱۹۸۵)
- تد پارسونز – درام (۱۹۸۷–۱۹۸۵، ۱۹۹۱، ۱۹۹۵–۱۹۹۳)
- آلگیس کیزیس – گیتار بیس (۱۹۸۸–۱۹۸۶، ۱۹۹۵–۱۹۹۱)
- سامی کومپولاینن – گیتار بیس (۱۹۸۸)
- ویرجیل مورفیلد – درام (۱۹۸۹)
- وینی سیگنورلی – درام، سازهای کوبه‌ای (۱۹۹۲–۱۹۸۹)
- کلینت استیل – گیتار (۱۹۹۷–۱۹۹۰)
- جنی وید – گیتار بیس (۱۹۹۱–۱۹۹۰)
- آنتون فیر – درام (۱۹۹۱–۱۹۹۰؛ درگذشت ۲۰۲۲)
- بیل ریفلین - درام، سازهای اضافی (۱۹۹۶–۱۹۹۳، حضور مهمان ۲۰۱۷–۲۰۱۰؛ درگذشت ۲۰۲۰)
- جو گلدرینگ – گیتار بیس (۱۹۹۶–۱۹۹۵)
- وودی - گیتار، کیبورد (۱۹۹۶–۱۹۹۵)
- بیل برانسون – گیتار بیس (۱۹۹۷)
- ثور هریس – درام، سازهای کوبه‌ای، ویبرافون، سنتور چکشی، کیبورد (۲۰۱۶–۲۰۱۰، ۲۰۱۷، ۲۰۱۹)
- پل والفیش – کیبورد (۲۰۱۷–۲۰۱۶، ۲۰۱۹)
- یویو روم – گیتار بیس، کنترباس، کیبورد، آواز (۲۰۱۹)
- بن فراست – سینت سایزر، ملوترون، گیتار (۲۰۲۰، حضور مهمان از سال ۲۰۱۲)

## ترانه‌شناسی
- کثافت (۱۹۸۳) Filth
- پلیس (۱۹۸۴) Cop
- طمع (۱۹۸۶) Greed
- پول مقدس (۱۹۸۶) Holy Money
- فرزندان خدا (۱۹۸۷) Children of God
- دنیای سوزان (۱۹۸۹) The Burning World
- نور سفید از دهان بی‌نهایت (۱۹۹۱) White Light from the Mouth of Infinity
- عشق به زندگی (۱۹۹۲) Love of Life
- نابودکننده بزرگ (۱۹۹۵) The Great Annihilator
- موسیقی متن برای نابینا (۱۹۹۶) Soundtracks for the Blind
- پدرم مرا با طناب به آسمان راهنمایی خواهد کرد (۲۰۱۰) My Father Will Guide Me up a Rope to the Sky
- بینا (۲۰۱۲) The Seer
- برای مهربانی (۲۰۱۴) To Be Kind
- مرد درخشان (۲۰۱۶) The Glowing Man
- معنی ترک کردن (۲۰۱۹) Leaving Meaning
- گدایی (۲۰۲۳) The Beggar
- زایمان (۲۰۲۵) Birthing